# GBWP
GBWP (voluit: Gemeentebelangen Werknemerspartij) is een politieke partij uit de gemeente Bergen op Zoom, in de Nederlandse provincie Noord-Brabant. Na de gemeentelijke herindeling van 1997, ontstond de huidige partij uit een fusie van "Gemeentebelangen/Werknemerspartij" uit de voormalige gemeente Halsteren en "Gemeentebelangen/Stadspartij" uit Bergen op Zoom. Het motto van de partij is: lokaal bewust, bewust lokaal.

## Gemeenteraadsverkiezingen
Het eerste succes behaalde GBWP op 27 november 1996. Het nieuwe GBWP neemt dan deel aan de verkiezingen met lijstnummer 6. Met een eerste plaats en de meeste stemmen heeft GBWP dan 6 zetels. 
In 2010 werden bij de gemeenteraadsverkiezingen 6 zetels behaald. Daarmee werd GBWP een van de twee grootste partijen in de gemeente. GBWP leverde een van de vier wethouders in het college van burgemeester en wethouders in de raadsperiode 2010-2014.
De verkiezingen van 2014 leverden winst op voor de partij, met 8 zetels werd GBWP de grootste partij in de raad van de gemeente Bergen op Zoom. Bij de aanvang van de raadsperiode zijn twee wethouders binnen het college van GBWP, Arjan van der Weegen en Patrick van der Velden.
Ook bij de gemeenteraadsverkiezingen in 2018 werd GBWP de grootste partij in de gemeente Bergen op Zoom. Wederom werd winst behaald, met een groei van 8 naar 9 raadszetels. In 2020 werd voormalig GBWP-voorman Evert Weys als lid van het CDA de huidige burgemeester van Hilvarenbeek.